# Ševčice
Ševčice je bývalá viniční usedlost v Praze 6-Nebušicích v severovýchodní části obce v ulici K Vinicím ve stráni v lese.

## Historie
Na vinici patřící nedaleké Jenerálce byla postavena viniční usedlost jako jedna z nejstarších nebušických staveb. Po zániku vinice sloužila jako hospodářský dvůr.